# Sige falsa
Sige falsa är en ringmaskart som först beskrevs av Francis Day 1960.  Sige falsa ingår i släktet Sige och familjen Phyllodocidae. Inga underarter finns listade i Catalogue of Life.